# Pons Fitz Pons
Pons Fitz Pons también Ponce FitzPons (c. 1034-1086) fue un caballero anglonormando de linaje desconocido. No se conoce información sobre Pons aparte de su nombre, que aparece en los patronímicos atribuidos a sus hijos. Fue uno de los caballeros que acompañó a Guillermo II de Normandía durante la conquista normanda de Inglaterra.
Una teoría aceptada entre historiadores desde el siglo XVIII es que era hijo de Pons Fitz William (c. 1018-1066), hijo de Guillermo de Eu, 
a su vez hijo ilegítimo de Ricardo I de Normandía. No obstante, la ausencia de Pons Fitz William en las fuentes primarias normandas sugiere que era de origen humilde, y por otro lado su ausencia en los registros ingleses también sugiere que murió antes de la invasión normanda a Inglaterra en 1066. Todos sus descendientes, sin embargo, aparecen en el Libro Domesday.

## Herencia
No se conoce el nombre de la esposa, tuvieron varios hijos, alguno vinculado a la conquista normanda de Gales:
- Walter Fitz Pons (c. 1062-?);
- Symon Fitz Pons (c. 1068-1150);
- Richard Fitz Pons (c. 1065-1129), señor de Cantref Bychan,[6] conquistador de Brycheiniog.[7]
- Dru [Drogo] Fitz Pons (c. 1072). Acompañó a Guillermo II de Normandía en su conquista de Inglaterra.[8] Fundador y primer referente de la familia de Clifford.[9]
- Osbern Fitz Pons (c. 1080-?);
- Hugo Fitz Pons.

## Literatura
El escritor Michael A. Ponzio es autor del libro 1066 Sons of Pons: In the Wake of the Conqueror (1066 Los hijos de Pons: Tras la estela del Conquistador). Forma parte de la trilogía Warriors and Monks (guerreros y monjes). Los personajes de las novelas están conectados a través de generaciones. Los hijos de Pons es una novela histórica basada en los hijos de Pons Fitz Pons quienes deben buscar su propia fortuna en otro lugar y se unen a la invasión del duque Guillermo para luchar en la batalla de Hastings.